# Lamcot (Darul Imarah)
Lamcot is een bestuurslaag in het regentschap Aceh Besar van de provincie Atjeh, Indonesië. Lamcot telt 1940 inwoners (volkstelling 2010).